# Bacil de Koch-Weeks
El bacil de Koch-Weeks, bacil de Pfeiffer o hemòfil de la influença (Haemophilus influenzae) és un cocbacil gram-negatiu no mòbil descrit el 1892 per Richard Pfeiffer durant una pandèmia de grip. És generalment aerobi però pot créixer com anaerobi facultatiu. H. influenzae va ser considerat erròniament com la causa de la grip comuna fins a 1933, quan l'etiologia viral de la grip va arribar a ser aparent. No obstant això, H. influenzae és responsable d'un ampli rang de malalties com meningitis, epiglotitis, pneumònia, sèpsia i altres de menor gravetat.
A causa del seu petit genoma, H. influenzae va ser el primer organisme de vida lliure el genoma complet del qual va ser seqüenciat, per Craig Venter. El seu genoma consisteix d'1.830.140 parells de bases i conté 1.740 gens.

## Serotips
En 1930 es van definir dues categories principals de H. influenzae: ceps amb càpsula i sense ella. La patogènesi de les infeccions de H. influenzae no es comprèn totalment, encara que la presència del tipus B encapsulat (HiB) és el principal factor de virulència. La seva càpsula li permet resistir la fagocitosi i la lisi als hostes no immunitzats. Els ceps no encapsulats són menys invasius, encara que són capaços d'induir una resposta inflamatòria que causa nombrosos símptomes. Exemples d'infecció soques capsulades són meningitis, pneumònia i epiglotitis. La vacunació amb la vacuna Hib conjugada és efectiva en la prevenció de la infecció i diverses vacunes estan ara disponibles per a ús rutinari.

## Malalties
La majoria de soques de H. influenzae són patògens oportunistes, això és, usualment viuen en el seu hoste sense causar malalties, però poden causar problemes quan altres factors (com una malaltia viral que redueixi la resposta immune) creen una oportunitat infecciosa. Es coneixen sis tipus de H. influenzae encapsulades: a, b, c, d, e i f, així com soques no encapsulades, responsables de malalties emergents.
Les malalties causades naturalment per H. influenzae semblen afectar solament als éssers humans. En els nens, H. influenzae tipus B (HIB) causa bacterièmia i meningitis bacteriana aguda. Ocasionalment causa cel·lulitis, osteomielitis, epiglotitis i infeccions associades. A causa de l'ús rutinari de la vacuna HIB conjugada als Estats Units des de 1990, la incidència de la malaltia HIB invasiva s'ha reduït a 1,3/100.000 nens. No obstant això, HIB continua sent la causa principal de les infeccions del tracte respiratori inferior en nens dels països en vies de desenvolupament que no realitzen vacunacions. Les soques de H. influenzae sense càpsula (no del tipus B) causen infeccions de l'orella (otitis mitjana), oculars (conjuntivitis) i sinusitis en nens i s'associen amb la pneumònia. La meningitis, especialment en infants, nens majors de 7 anys i en els ancians, és la manifestació clínica més seriosa de les invasions tissulars causades per Haemophilus influenzae. Certes soques de tipus no-b apareixen amb mutacions que causen malalties invasives en individus vacunats en contra del tipus b (les soques encapsulades).

## Diagnòstic
El diagnòstic clínic de H. influenzae típicament es realitza per cultius o per la tècnica d'aglutinació en làtex. El diagnòstic es considera confirmat quan l'organisme és aïllat a un lloc estèril del cos. Cal esmentar que H. influenzae cultivat a partir d'esput o des de la cavitat nasofaríngea no és vàlid a causa que generalment aquestes zones estan colonitzades per l'agent. Altres llocs com el líquid cefalorraquidi i la sang sí que són vàlids i confirmatius.

### Cultiu
Els cultius bacterians de H. influenzae es realitzen en plaques d'agar, de preferència agar xocolata, amb addició de X (hemina) i V (NAD), a 37 °C en un incubador enriquit amb CO₂. El creixement en agar sang és només un fenomen satèl·lit al voltant d'altres bacteris. Les colònies de H. influenzae apareixen com a colònies convexes, llises, pàl·lides, grises o transparents. L'observació amb tinció de gram i microscòpics d'un espècimen de H. influenzae mostrarà cocbacils gram-negatius, sense acord específic. L'organisme cultivat pot caracteritzar-se encara més mitjançant proves de catalasa i oxidasa, les quals han de ser positives. Calen proves serològiques per a distingir el polisacàrid capsular i diferenciar entre ceps b de H. influenzae i els ceps no encapsulats. Encara que molt específics, el cultiu bacterià de H. influenzae té poca sensibilitat. L'ús d'antibiòtics abans d'obtenir la mostra redueix en gran manera la taxa d'aïllament, ja que s'eliminen els bacteris abans que la identificació sigui possible. Més enllà d'això, H. influenzaeés un bacteri meticulós al moment del cultiu, i qualsevol modificació dels procediments del cultiu pot reduir les taxes d'aïllament.
H. influenzae creix a la zona hemolítica de Staphylococcus aureus en plaques d'agar sang donat que l'hemòlisi de les cèl·lules de S. aureus allibera nutrients vitals per al seu creixement. H. influenzae no creix fora de la zona hemolítica de S. aureus a causa de la falta de nutrients en aquestes zones.

### Aglutinació de partícules de làtex
La prova d'aglutinació de partícules de làtex (LAT per les seves sigles en anglès, Latex particle agglutination test) és un mètode més sensible per a la detecció de H. influenzae. Donat que el mètode es basa en antígens en lloc de bacteris viables en un cultiu, els resultats no es veuen afectats per l'ús previ d'antibiòtics. També té el benefici addicional de ser molt més ràpid que els mètodes de cultiu. No obstant això, no es pot detectar la sensibilitat a antibiòtics amb LAT, per la qual cosa és necessari fer un cultiu paral·lelament.

### PCR
La reacció en cadena de la polimerasa (PCR) ha demostrat ser més sensible que les proves de LAT o el cultiu, sent molt específiques. No obstant això, la PCR encara no s'ha convertit en una prova rutinària a la pràctica clínica. La immunoelectroforesi a contracorrent ha demostrat ser un mètode d'investigació de diagnòstic eficaç, però ha estat reemplaçat en gran part per la PCR.

## Tractament
Haemophilus influenzae produeixbeta-lactamases, i també és capaç de modificar les seves proteïnes d'unió a la penicil·lina, de manera que és resistent a la família d'antibiòtics de les penicil·lines. En casos severs, la cefotaxima i la ceftriaxona per via intravenosa són els antibiòtics d'elecció, i, per als casos menys greus, es prefereix una associació d'ampicil·lina i sulbactam, cefalosporines de segona i tercera generació, o fluoroquinolones, encara que s'han observat Haemophilus influenzae resistent a les fluoroquinolones.
Els macròlids (com per exemple la claritromicina) es poden utilitzar en pacients amb antecedents d'al lèrgia als antibiòtics beta-lactàmics, encara que també s'han aïllat ceps resistents als macròlids.

## Prevenció
Existeixen vacunes eficaces per Haemophilus influenzae des de principis de 1990, per la qual cosa es pot prevenir. Malauradament, la vacuna contra l'Hib costa al voltant de set vegades el cost total de les vacunes contra el xarampió, la poliomielitis, la tuberculosi, la diftèria, el tètanus i la tos ferina. En conseqüència, mentre que el 92% de la població dels països desenvolupats han estat vacunats contra el Hib a partir del 2003, la cobertura de vacunació va ser del 42% en els països en desenvolupament, i només el 8% per als països menys avançats.

## Seqüenciació
H. influenzae va ser el primer organisme de vida lliure de tenir el seu genoma sencer seqüenciat, obra de Craig Venter i el seu equip. Es va elegir aquest microorganisme perquè un dels líders del projecte, el premi Nobel Hamilton Smith, hi havia estat treballant-hi durant dècades i va proporcionar biblioteques d'ADN d'alta qualitat. El genoma consta d'1.830.140 parells de bases d'ADN en un únic cromosoma circular que conté 1.740 gens que codifiquen proteïnes, 58 gens d'ARN de trasnferència (ARNt), i 18 altres gens ARN. El mètode utilitzat és la seqüenciació del genoma complet en escopetada (Shotgun sequencing), que va ser acabat i publicat a Science el 1995 i el va dur a terme a l'Institut de Recerca Genòmica dels Estats Units.